# 弗利茨·蒂森
弗里茲·蒂森（德語：Fritz Thyssen，1873年11月9日—1951年2月8日）德国企业家，德国最大的企业家族蒂森家族成员，曾资助过德国纳粹党，出资修建位于慕尼黑的纳粹党党部褐宫。后被关入集中营。
1951年2月8日，在阿根廷布宜諾斯艾利斯去世:140。